# 2368 Beltrovata
A 2368 Beltrovata (ideiglenes jelöléssel 1977 RA) egy földközeli kisbolygó. Paul Wild fedezte fel 1977. szeptember 4-én.